# Distretto di Ongón
Il distretto di  Ongón è uno dei tredici distretti della provincia di Pataz, in Perù. Si trova nella regione di La Libertad e si estende su una superficie di 1.394,.89 chilometri quadrati.